# Dyskografia Alexandry Burke
Artykuł przedstawia całkowitą dyskografię brytyjskiej wokalistki R&B Alexandry Burke. Artystka w sumie wydała jeden album studyjny, osiem solowych singli oraz dziesięć teledysków dzięki wytwórni Sony Music.
Alexandra Burke zyskała sławę po wygranej w piątej serii brytyjskiej edycji programu The X Factor w roku 2008. Jako zwyciężczyni show, artystka związała się z wytwórnią Syco – podwytwórnią Sony Music – dzięki czemu na światowych rynkach muzycznych wydane zostało debiutanckie wydawnictwo wokalistki.
Debiutancki album studyjny Burke Overcome wydany został dnia 19 października 2009. Krążek zadebiutował na szczycie notowania najpopularniejszych wydawnictw muzycznych w Wielkiej Brytanii sprzedając się w pierwszym tygodniu w postaci ponad 130.000 egzemplarzy. Wydawnictwo promowało sześć singli, z których cztery "Hallelujah", "Bad Boys", "All Night Long" oraz "Start Without You" znalazły się na pierwszych miejscach oficjalnych zestawień europejskich. Krążek cieszył się umiarkowanym sukcesem komercyjnym poza granicami Irlandii i Wielkiej Brytanii, gdzie album zyskał statusy, odpowiednio podwójnej platyny oraz platyny.
W czerwcu 2012 na rynkach muzycznych ukazał się drugi album studyjny Burke, Heartbreak on Hold nakładem wytwórni RCA Records. Promowany przez single "Elephant" oraz "Let It Go", z powodu znikomej promocji spowodowanej brakiem zainteresowania utworami przez największe rozgłośnie radiowe, wydawnictwo jak i piosenki promujące nie zyskały sukcesu w rodzimym kraju wokalistki.

## Albumy studyjne
| Overcome                                            | - Wydany: 19 października 2009 - Wytwórnia: Syco / Epic - Format: CD, digital download  | 1  | 54 | 73 | 60 | 2  | 61 | 54 | - UK: Platyna - IRL: 2× platyna |
| Heartbreak on Hold                                  | - Wydany: 4 czerwca 2012 - Wytwórnia: Epic / RCA Records - Format: CD, digital download | 18 | –  | –  | –  | 27 | –  | –  |                                 |
| The Truth Is                                        | - Wydany: 16 marca 2018 - Wytwórnia: Decca - Format: CD                                 | 16 | —  | —  | —  | —  | —  | —  |                                 |
| "–" album nie był notowany, bądź nie został wydany. |                                                                                         |    |    |    |    |    |    |    |                                 |

## Single
| "Hallelujah"                                         | 2008 | – | 1  | 53 | –  | —  | 1  | –  | –  | –  | - UK: Platyna                | Overcome           |
| "Bad Boys" (featuring Flo Rida)                      | 2009 | – | 1  | 22 | 12 | 14 | 1  | 8  | 6  | 12 | - UK: Platyna - SWE: Platyna | Overcome           |
| "Broken Heels"                                       | 2010 | 3 | 8  | –  | –  | –  | 5  | –  | –  | –  | –                            | Overcome           |
| "All Night Long" (featuring Pitbull)                 | 2010 | – | 4  | –  | 7  | 60 | 1  | 24 | 57 | 60 | –                            | Overcome           |
| "Start Without You" (featuring Laza Morgan)          | 2010 | – | 1  | –  | 10 | –  | 5  | 77 | –  | –  | –                            | Overcome           |
| "The Silence"                                        | 2010 | – | 16 | –  | 66 | –  | 30 | –  | –  | 66 | –                            | Overcome           |
| "Elephant" (featuring Erick Morillo)                 | 2012 | – | 3  | –  | 43 | –  | 7  | –  | –  | –  | –                            | Heartbreak on Hold |
| "Let It Go"                                          | 2012 | – | 33 | –  | –  | –  | 41 | –  | –  | –  | –                            | Heartbreak on Hold |
| "–" singel nie był notowany, bądź nie został wydany. |      |   |    |    |    |    |    |    |    |    |                              |                    |

### Single charytatywne
| "Hero" (z finalistami The X Factor 2008)             | 2008 | 1 | –  | —  | 1 | –  | –  | - UK: 2× platyna |
| "Everybody Hurts" (jako członkini Helping Haiti)     | 2010 | 1 | 23 | 16 | 1 | 21 | 16 | –                |
| "–" singel nie był notowany, bądź nie został wydany. |      |   |    |    |   |    |    |                  |

## Teledyski
| Tytuł               | Rok  | Reżyser                |
| ------------------- | ---- | ---------------------- |
| "Hero"              | 2008 | Max and Dania          |
| "Hallelujah"        | 2008 | Max and Dania          |
| "Bad Boys"          | 2009 | Bryan Barber           |
| "Broken Heels"      | 2009 | Frank Borin            |
| "Everybody Hurts"   | 2010 | Joseph Kahn            |
| "All Night Long"    | 2010 | Dale "Rage" Resteghini |
| "Start Without You" | 2010 | Max and Dania          |
| "The Silence"       | 2010 | Nzingha Stewart        |
| "Elephant"          | 2012 | Amit & Naroop          |
| "Let It Go"         | 2012 | Ben Peters             |